# Hirvijärvi (sjö i Finland, lat 62,50, long 24,52)
Hirvijärvi är en sjö i Finland. Den ligger i kommunen Etseri i landskapet Södra Österbotten, i den centrala delen av landet, 260 km norr om huvudstaden Helsingfors. Hirvijärvi ligger 171,2 meter över havet. I omgivningarna runt Hirvijärvi växer i huvudsak blandskog. Arean är 91,4 hektar och strandlinjen är 5,44 kilometer lång. Sjön  ingår i Kumo älvs huvudavrinningsområde. 